# Boques de l'Elba
El departament de les Boques de l'Elba és un antic departament francès creat l'1 de gener de 1811 a la desembocadura del riu Elba, al nord de l'actual Alemanya i incorporat al Primer Imperi Francès de Napoleó I. La ciutat d'Hamburg n'era la prefectura. Com tots els departaments, es va crear per a imposar una administració nova i rompre amb els usos i costums de l'antic règim. Aquest departament, amb un port i una via aquàtica molt important pel comerç, es creà de més per fer més effectiu el bloqueig continental als productes britànics, en el si de les Guerres napoleòniques.